# 이고르 코바치
이고르 코바치(슬로바키아어: Igor Kováč, 1969년 5월 12일 ~ )는 슬로바키아의 육상 선수로, 주 중목은 장애물 달리기이다. 1992년 하계 올림픽에는 체코슬로바키아 국가대표로, 1996년 하계 올림픽에는 슬로바키아 국가대표로 참가했으며, 1997년 세계 육상 선수권 대회에서 110m 허들에서 동메달을 획득했다. 